# Kalenderdatum
Das Kalenderdatum, meist kurz Datum (Plural heute Daten, früher oft Data) genannt, ist die Benennung eines Tages im jeweiligen Kalenderjahr im Rahmen eines Kalenders. Beginn und Ende eines solchen Tages sind abhängig von der Zeitzone, auf die sich die Angabe bezieht.

## Formen des Kalenderdatums
Während die mündliche Angabe eines Kalenderdatums von der jeweiligen Sprache abhängt, ist die schriftliche Form teilweise normiert. In Deutschland und Österreich folgt die Schreibweise des Datums entweder traditionellen Formaten oder aber der internationalen Norm ISO 8601 bzw. deren europäischen und nationalen Vertreterinnen (EN ISO 8601 (vormals EN 28601:1992) in Europa, DIN ISO 8601 (vormals DIN EN 28601) und DIN 5008 in Deutschland, ÖNORM A 1080 und ÖNORM ISO 8601 (vormals ÖNORM EN 28601) in Österreich).
Traditionell werden die folgenden Datumsformate benutzt:
- tT.mM.JJJJ, ohne führende Nullen. Beispiele: 23.7.1926. 1.1.2001
- TT.MM.JJJJ, mit führenden Nullen. Beispiele: 14.03.1939. 02.01.2011
- TT.MM.JJ, mit führenden Nullen. Beispiele: 02.10.10. 01.02.07
- tT.mM.JJ, Tag und Monat ohne führende Null, einstellige Jahreszahlen werden vermieden. Beispiele: 1.1.01. 2.10.09

Außerdem ist in internen Vermerken von Briefentwürfen, vor allem im Öffentlichen Dienst, die Schreibweise „Tag“/„Monat“ üblich (Bsp.: „13/7“ für „13. Juli“). Dies bezeichnet den Tag der Zeichnung.
In der Typografie wird bei den Datumsformaten TT.MM.JJJJ und TT.MM.JJ üblicherweise zwischen dem Tag und dem Monat ein schmales Leerzeichen und vor dem Jahr ein normaler Wortzwischenraum gesetzt.
In der internationalen Norm ISO 8601 wird das Datumsformat zur Vermeidung von Missverständnissen und Harmonisierung der unterschiedlichen internationalen Datumsangaben in der Form JJJJ-MM-TT (bis zur Revision 2004 auch JJ-MM-TT) festgelegt.
Obwohl die Norm ISO 8601 in die europäische Norm EN 28601:1992 (heute DIN ISO 8601) integriert und diese wiederum in die deutsche Norm DIN 5008 und die österreichische Norm ÖNORM EN 28601 (heute ÖNORM ISO 8601) aufgenommen wurde, findet die neue Schreibweise JJJJ-MM-TT im deutschsprachigen Raum nur langsam Einzug.
In Deutschland erlaubt die DIN 5008 deshalb seit 2001 als Alternative zum Datumsformat JJJJ-MM-TT auch wieder die Verwendung des alten Formats TT.MM.[JJ]JJ, allerdings nur in Bereichen, in denen Missverständnisse ausgeschlossen werden können. Darüber hinaus dürfen zweistellige Jahresangaben nur verwendet werden, wenn die Interpretation des Jahrhunderts eindeutig ist. Die 2020 erschienene Fassung der DIN 5008 erlaubt das Datum im Format TT.MM.JJJJ nur bei Schreiben an inländische Empfänger und nur mit vierstelliger Jahreszahl.
Die Richtlinien für den Schriftsatz des europäischen Amtes für Veröffentlichungen legen die Datumsschreibweise in deutschsprachigen Publikationen auf das Format tT.mM.JJJJ ohne führende Nullen fest, Zwischenräume werden nicht gesetzt.
Alphanumerische Datumsangaben, etwa Angaben mit ausgeschriebenem Monatsnamen, sind nicht Gegenstand der ISO 8601. Solche Datumsangaben werden weiterhin in nationalen Normen geregelt, beispielsweise in der DIN 5008. Die dort empfohlene alphanumerische Schreibweise lautet 7. Januar 2003. Die Schreibweise für den 7. Januar 2003 lautet in Österreich 7. Jänner 2003.

## Herkunft des WortesDatum
Die Bezeichnung ist abgeleitet vom lateinischen Partizip Perfekt Passiv datum (gegeben) des Verbs dare (geben), die sich in vielen lateinischen Schriften und Briefen als Schlussformulierung findet, z. B. „datum die nativitatis S. Ioannis A. D. MCCCL“ („Gegeben am Tag der Geburt Sankt Johannis im Jahr des Herrn 1350“).
Im Mittelalter hatten alle Tage des Jahres einen Namen und die Jahre wurden in relativem Bezug zu einem großen Ereignis benannt (z. B. An Johanni, drei Jahre nach der Groten Mandränke). Damit gibt es keine einheitlichen Datumsangaben im Kalenderjahr des Mittelalters.

## Geltung
Dem Kalenderdatum kommt im Alltagsleben eine entscheidende Rolle zu. Abgesehen von banalen Fragen, ist das Kalenderdatum in Gesetzen, bei Rechtsgeschäften und bei gerichtlichen Verfügungen von so entscheidender Bedeutung, dass der Gesetzgeber in den §§ 186 ff. BGB Auslegungsvorschriften geschaffen hat. Danach wird etwa bestimmt, wann eine Frist beginnt (§ 187 BGB) und wann sie endet (§ 188 BGB). Ferner ist definiert, wie Zeiträume zu berechnen sind (§ 191 BGB) und was unter einem Monatsbeginn oder Monatsende zu verstehen ist (§ 192 BGB). Werden in Verträgen Kalenderdaten und Fristen berücksichtigt, so beginnen oder enden bei diesen die im Vertrag vorgesehenen Rechtswirkungen.